# 布魯克斯 (緬因州)
布魯克斯（英語：Brooks）是一個位於美國緬因州瓦多縣的鎮。

## 人口
根據2020年美國人口普查的數據，布魯克斯的面積為65.71平方千米，當中陸地面積為63.90平方千米，而水域面積為1.81平方千米。當地共有人口1010人，而人口密度為每平方千米15人。